# Fabian Lysell
Carl Fabian Oskar Lysell, född 19 januari 2003 i Göteborg, är en svensk professionell ishockeyspelare (forward) som just nu spelar för Boston Bruins & Providence Bruins i NHL & American Hockey League.
Han draftades av Boston Bruins som 21:e spelare totalt i NHL-draften 2021.